# Johannes Pauli (Franziskaner)
Johannes Pauli (* um 1455 in Pfeddersheim oder Pfettisheim (Elsass); † zwischen 1530 und 1533 in Thann) war ein deutscher Schwankbuchautor, Franziskaner, Prediger und Lesemeister.

## Leben
Zur Jugendzeit Paulis macht Hermann Oesterley in der ADB einige Angaben zu einem jüdischen Elternhaus, stellt sie aber gleichzeitig wieder in Frage. Pauli erhielt jedenfalls in Straßburg die Promotion zum Magister der freien Künste und trat dann dem Franziskanerorden, den „Barfüßern“, bei.
Seit 1479 wirkte er im Kloster Thann im Elsass; um 1480 begann seine Tätigkeit als Prediger und Seelsorger. 1490/1494 war er Lesemeister im Franziskanerkloster in Villingen im Schwarzwald und wurde 1498 Vorsteher (Kustos) der Kustodie Basel innerhalb der Oberdeutschen oder Straßburger Franziskanerprovinz Provincia Argentina.
1499 entsandte man ihn als ausgezeichneten Prediger nach Oppenheim zu dem von Franz Sabarra einberufenen Provinzkapitel seines Ordens. 1503/1504 wirkte er als Guardian (Vorsteher) im Barfüßerkloster Bern. 1506 bis 1510 war er in gleicher Funktion im Barfüßerkloster in Straßburg tätig. Dort hörte er die Predigten des ihm gut bekannten Johann Geiler von Kaysersberg. Geiler gilt heute als der bedeutendste deutsche Prediger und gehört zu den berühmtesten Vertretern der Narrenliteratur des ausgehenden Mittelalters. Er übte in seinen derben und humorvollen Predigten scharfe Kritik am Zustand der Kirche und der Verweltlichung des Klerus und forderte Reformen. Geiler entwarf seine Predigten lateinisch und trug sie dann meistens in deutscher Sprache frei vor. Sie wurden von Hörern aus dem Gedächtnis niedergeschrieben, wie auch von Johannes Pauli, der einen großen Teil davon aufarbeitete und so der Nachwelt überlieferte.
1514–1517 war Pauli Lesemeister seines Ordens in Schlettstadt (Sélestat), später in Kolmar und seit 1518 wieder in Thann. In dieser Zeit veröffentlichte er die aufgezeichneten Predigten Geilers unter den Titeln Das Evangelibuch (Schlettstadt, 1515), Emeis, Das Buch von der Omeissen (1516) sowie Die Brösamlin Geilers (1517) und brachte später (1520) noch die Rückübersetzung dieser Predigten ins Deutsche heraus.
In Thann vollendete er 1519 seine kurz Schimpfexempel genannte Schwanksammlung.
1498–1499 hatte Johann Geiler von Kaysersberg eine Reihe von Predigten über Sebastian Brants Narrenschiff gehalten, die bisher nur in lateinischer Übersetzung von Jakob Otter bekannt waren. Johannes Pauli überarbeitete und veröffentlichte sie 1520 unter dem Titel „Narrenschiff aus Latein in Deutsch bracht“.
1522 erschien dann in Straßburg sein bereits 1519 in Thann vollendetes Hauptwerk, das kurz „Schimpfexempel“ genannte Schwankbuch „Schimpf und Ernst heißet das Buch mit Namen, durchlauft es der Welt Handlung mit ernstlichen und kurzweiligen Exempeln, Parabeln und Historien“. Das Werk sicherte ihm einen bleibenden Platz in der deutschen Literatur. Es enthielt etwa 700 Erzählungen und hatte erhebliche anregende Wirkung auf die nachfolgende Schwankliteratur.

## Werke

### Zusammenstellung (chronologisch)
Aufzeichnungen und damit Überlieferungen der Predigten des Johann Geiler von Kaysersberg:
- Das Evangelibuch (1515)
- Emeis, Das Buch von der Omeissen (1516)
- Die Brösamlin Geilers (1517)

Rückübersetzungen ins Deutsche:
- Die Predigten Geilers von Kaisersberg (1520)
- Sebastian Brants Narrenschiff (von Jacob Other) aus dem Lateinischen ins Deutsche Narrenschiff aus Latein in Deutsch bracht (1520).

Eigene Werke:
- Schimpf und Ernst heißet das Buch mit Namen, durchlauft es der Welt Handlung mit ernstlichen und kurzweiligen Exempeln, Parabeln und Historien. Schwanksammlung, 1519 in Thann vollendet, 1522 in Straßburg veröffentlicht. Sie enthielt 693 Exempel in 90 Kapiteln (Stuttgart 1866, Hermann Österley (Hrsg.) online – Internet Archive).

### Komik der Schimpf-Exempel und Literatur
Seit der Antike ist das Thema des Lachens und des Humors von zahlreichen Denkern unter verschiedensten Gesichtspunkten aufgegriffen worden, zum Beispiel von Sokrates, Cicero, Henri Bergson, Sigmund Freud und André Jolles. Auf linguistischem Gebiet ist das Problem des Komischen jedoch weitgehend unerforscht geblieben.
1522 veröffentlicht der franziskanische Prediger Johannes Pauli sein sowohl zur Unterhaltung als auch zur Besserung der Menschen zusammengestelltes großes Exempelbuch „Schimpf und Ernst“, auch kurz „Schimpf-Exempel“ (das heißt „Scherz-Exempel“) genannt.
Die Predigten gehören zum Typus der komischen, zugespitzten Kurzgeschichte, auch Fazetie genannt (von lat. facetiae = Scherze, Witze, Spottreden). Johannes Pauli gilt als Hauptverbreiter dieser von Poggio Bracciolini ins humanistische Schrifttum eingeführten literarischen Kleinstgattung im Deutschland der Frührenaissance (erste deutsche Kurzprosa in der Tradition der mittelalterlichen Schwankerzählung).
Neben der lateinischen Tradition wurde der Franziskaner Johannes Pauli bei seinen Schwänken auch durch die französischen Fabliaux beeinflusst, die seit dem 12. Jahrhundert als Dichtung des Volkes im Gegensatz zu der höfischen Dichtung zu derb-erotischen Themen erschienen.

### Inhalt
Die etwa 700 Erzählungen wechseln in lockerer Folge zwischen komischer Pointe („Schimpf“, d. h. Scherz, Spaß) und ernsten moralisierenden, denen oft eine Nutzanwendung oder geistliche Auslegung zugefügt ist („Ernst“).
Sie entstammen vorwiegend lateinischer Predigt- und Exempelliteratur (so auch etwa 100 Texte aus den Predigten Geilers), Legendensammlungen, aber auch Autoren des Altertums wie Äsop, Disticha Catonis, Valerius Maximus und Frontinus, zu einem geringen Teil auch humanistischen Schwanksammlungen (Boccaccio, Poggio, Bebel). Einigen wenigen scheinen eigene Erlebnisse zugrunde zu liegen.

### Wirkung
Johannes Pauli sah seine Schwänke, Fabeln, Anekdoten, Gleichnisse und Beispielgeschichten vor allem für die Predigten vor, um diese aufzulockern (Predigtmärlein). Nach der Vorrede war das Buch als Exempelsammlung für Prediger gedacht, aber auch zur Lektüre für Mönche und Nonnen bestimmt. Pauli wollte Menschen zum Lachen bringen, nicht ohne ihnen aber gleichzeitig etwas Lehrhaftes zu vermitteln. „Schimpf und Ernst“ wurde jedoch zu einem der beliebtesten Unterhaltungsbücher des 16. Jahrhunderts. Sein großer Erfolg reichte weit über den geistlichen Bereich hinaus auch in das protestantische Bürgertum hinein. Das oft erweiterte, umgearbeitete und neu aufgelegte Werk (1522, 1525, 1538 und weitere Ausgaben) hatte erhebliche anregende Wirkung auf die nachfolgende Schwankliteratur. Es steht am Anfang einer dichten Folge elsässischer Schwanksammlungen, deren Autoren Jörg Wickram, Jakob Frey und Martin Montanus es häufig als Vorlage benutzten. Auch im Werk von Hans Sachs finden sich zahlreiche Bearbeitungen der Erzählungen Paulis wieder. Darüber hinaus existieren Übersetzungen von „Schimpf und Ernst“ ins Lateinische, Niederländische, Französische und Dänische.